# Francolí escatós
El francolí escatós (Pternistis squamatus) és una espècie d'ocell de la família dels fasiànids (Phasianidae) que habita boscos, zones arbustives denses i terres de conreu, sovint prop de l'aigua, a l'Àfrica central, incloent les illes del golf de Guinea i arribant fins al centre d'Etiòpia, Kenya, Tanzània, Angola i Malawi.